# Dactylopisthes
Dactylopisthes là một chi nhện trong họ Linyphiidae.